# Semicytherura producta
Semicytherura producta är en kräftdjursart som först beskrevs av George Stewardson Brady 1868. Semicytherura producta ingår i släktet Semicytherura, och familjen Cytheruridae. Arten har ej påträffats i Sverige.